# Izraelská poštovní společnost

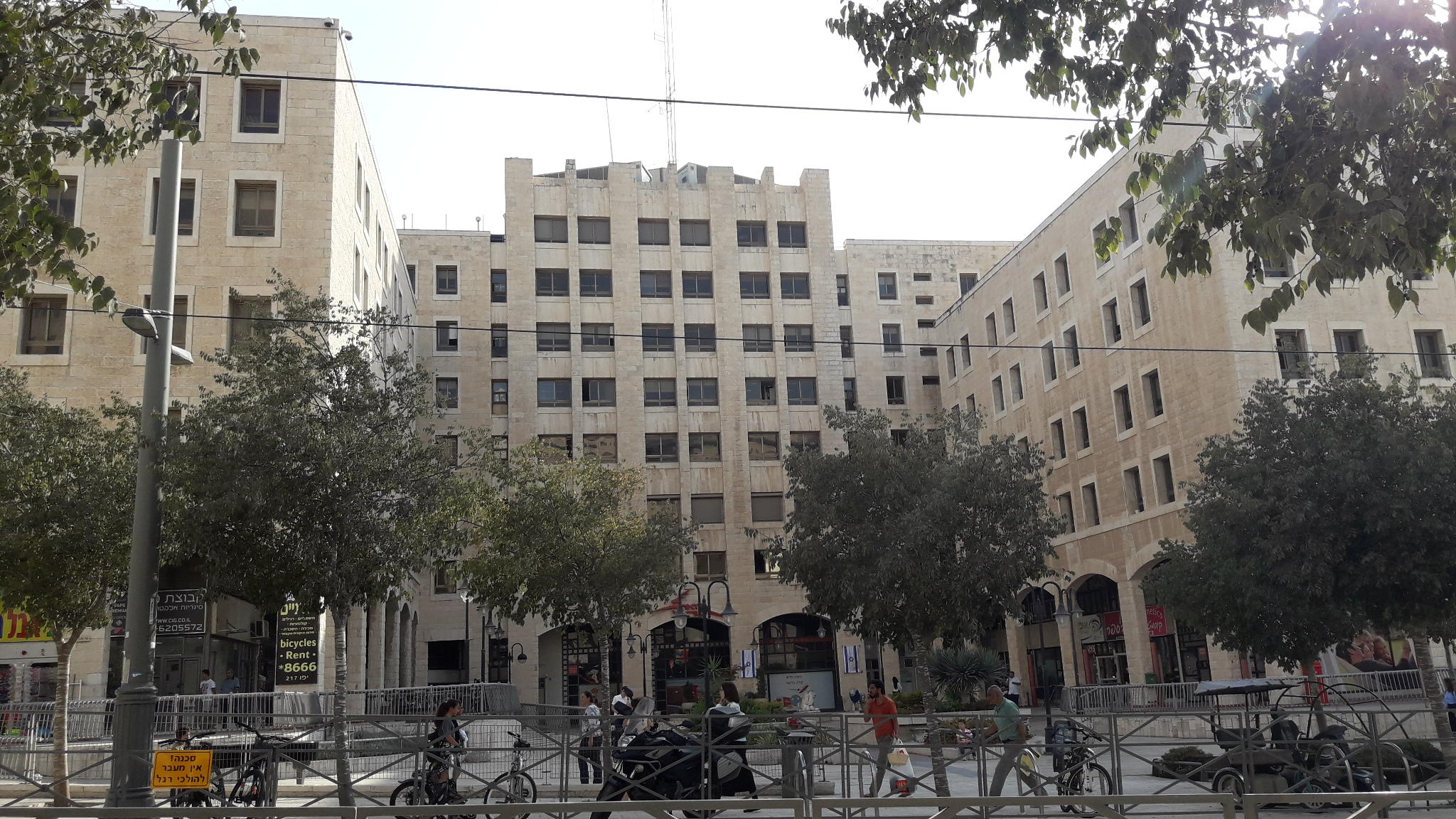
Izraelská poštovní správa - Jeruzalém

Izraelská poštovní společnost (IPS) (hebrejsky: דואר ישראל, anglicky: Israel Postal Company) je státem vlastněný subjekt provozující v Izraeli poštovní a bankovní služby. Své služby poskytuje na celém území Izraele s výjimkou pásma Gazy.

## Historie
V době, kdy byla Palestina pod nadvládou Turků poskytovali zde poštovní služby na základě udělených licencí evropské poštovní společnosti (francouzská, ruská, italská či rakouská). Po ustavení Mandátní Palestiny byly veškeré licence zrušeny a poštovní služby zde provozovala britská pošta. Ta svou činnost v tomto prostoru ukončila okamžikem vyhlášení Státu Izrael. Provozováním poštovních služeb bylo poté pověřeno izraelské Ministerstvo dopravy. V roce 1951 bylo zřízeno Ministerstvo poštovních služeb později přejmenované na Ministerstvo komunikací. V témže roce byla také založena Poštovní banka. Pro provozování poštovních služeb byl zvolen britský model; poštovní služba zajišťuje doručování listovních a balíkových zásilek, telegramů a poskytuje i telefonní služby.
V roce 1986 byl založen Izraelský poštovní úřad. V roce 2002 bylo rozhodnuto provést zásadní reformu poštovních služeb v Izraeli. Důvodem byly finanční ztráty, politické skandály a nový vývoj v oblasti telekomunikací. V 1. března 2006 byla založena Izraelská poštovní společnost. Ta je sice nadále řízena státem, funguje ale na základě podnikatelských modelů, což ji dovoluje pružněji reagovat na změny trhu.
Poštovní služby byly v Izraeli provozovány se ztrátou (v roce 2002 to bylo 150 mil. NIS, v roce 2003 už 200 mil. NIS). Od roku 2007 se finanční situace pošty zlepšila a společnost vykazuje mírný zisk. Od 1. července 2007 byl izraelský poštovní trh otevřen konkurenci. Konkurence nyní poskytuje své služby přibližně za poloviční sazby než státní Izraelská poštovní společnost (ta je nesmí snížit). Určování výše ceny skončí v okamžiku, kdy konkurence dosáhne polovičního podílu na izraelském trhu.

## Činnost
IPS poskytuje kromě klasických poštovních služeb (přijímání a doručování zásilek) i služby v oblasti filatelie, zabývá se bankovními službami, přenosem elektronických zpráv a kurýrní službou. V roce 2006 bylo u IPS zaměstnáno 7000 pracovníků, IPS fungovala na 700 pobočkách, pro převoz zásilek používala 1000 vozidel a za rok zpracovala 787 milionů zásilek.
Pro svou činnost má IPS rozdělený na čtyři části:
- Telavivská oblast
- Jeruzalémská oblast
- Severní oblast
- Jižní oblast

IPS je řízena generálním ředitelem. Tím je v současnosti Avi Hochman.

## Zajímavosti
Stát Izrael byl založen 14. května 1948 (britská pošta již v dubnu ukončila v Mandátní Palestině svou činnost) a již 16. května vyšla první emise známek a to i přesto, že nebyl k dispozici prakticky žádný papír a vhodné tiskařské a perforovací stroje. Nebyl dokonce znám ani nový název země a jako vydavatel byla označena Hebrejská pošta (Doar Ivri).
Izraelská poštovní společnost každoročně obdrží tisíce dopisů určených Bohu, ale i Ježíši Kristovi, Panně Marii či králi Davidovi. Ty jsou, s výjimkou dopisů pro Boha shromažďovány ve skladu nedoručitelných zásilek v Givat Šaul. Dopisy adresované Bohu se jednou za rok při slavnostním ceremoniálu vkládají mezi kameny do Zdi nářků v Jeruzalémě.